# Joseph Eymard-Duvernay
Pour les articles homonymes, voir Eymard et Eymard-Duvernay.
Joseph Eymard-Duvernay est un homme politique français né le 3 janvier 1816 à Grenoble (Isère) et mort le 21 décembre 1888 à La Tronche (Isère).
Avocat à Grenoble, il est conseiller général de 1848 à 1852. Opposant à l'Empire, il échoue aux législatives de 1869. En 1871, il est élu représentant de l'Isère et siège à gauche. Il est également élu conseiller général du canton de Monestier-de-Clermont. Il est sénateur de l'Isère de 1876 à 1888. 

## Sources
- « Joseph Eymard-Duvernay », dans Adolphe Robert et Gaston Cougny, Dictionnaire des parlementaires français, Edgar Bourloton, 1889-1891 [détail de l’édition]